# I☆Ris 芹澤優のせりざわーるど with you
i☆Ris 芹澤優のせりざわーるど with you（アイリスせりざわゆうのせりざわーるどウィズユー）は、アール・エフ・ラジオ日本制作のラジオ番組である。

## パーソナリティ
- 芹澤優（i☆Ris）

## 概要
芹澤優の初の冠番組。番組を「テーマパーク」に例え、パーソナリティと視聴者との楽しい時間を共有することを基本構想としている。
放送開始時はまだ番組名が決まっておらず、放送第1回・第2回では芹澤が仮として「i☆Ris 芹澤優のゆうちゃん fly away」と名付けて番組を進行した。番組名の案は視聴者から募集し、放送第3回にて決定した。
番組名にある“you”には、「（芹澤）優」と「あなた（視聴者）」の意味が込められている。
500回を節目に、500回から読まれたリスナーに番組ステッカーがプレゼントされるシステムになった。

## 放送局・時間
- 2021年1月現在。

| 放送対象地域 | 放送局               | 放送時間                | 放送期間                       | 放送時間変遷・備考 |
| ------------ | -------------------- | ----------------------- | ------------------------------ | --- |
| 関東広域圏   | ラジオ日本（制作局） | 毎週月曜日23:00 - 23:30 | 2013年7月2日 -                 | - 火曜 25:00 - 25:30（2013.7.2 - 2015.3.24） - 月曜 26:30 - 27:00（2015.3.30 - 2015.12.28 ）※ラジオ日本NEXT枠 - 月曜 25:00 - 25:30（2016.1.4 - 2017.3.27）※ラジオ日本NEXT枠 - 月曜 22:00 - 22:30（2017.4.3 - 2019.3.25）※ラジオ日本NEXT枠 |
| 岐阜県       | 岐阜放送ラジオ       | 毎週土曜日22:30 - 23:00 | 2015年9月29日 - 2024年12月28日 | - 火曜 21:00 - 21:30（2015.09.29 - 2016.03.22） - 土曜 23:30 - 24:00（2016.04.02 - 2018.3.31） - 自局制作の「若井友希のアニラジステーションやお!」（やおラジ）の直前に放送。                                                              |

- 2020年6月までは熊本県の熊本放送（RKKラジオ）でも、毎週火曜日23:30 - 24:00に放送されていた。
- ポッドキャスト（番組本編から楽曲部分などをカットした部分）：毎週木曜日に最新回が配信されていたが、2017年4月以降は更新されていない。[5]
- 番組公式YouTubeチャンネル：2019年9月2日放送分より、番組本編から楽曲部分などをカットして配信。
- 「ラジオ日本NEXT」歴代番組で枠設置前の番組開始、全期間放送、枠廃止後の番組継続を達成した唯一の番組である。

## 番組コーナー

### 現在のコーナー
ふつおた
パーソナリティへの質問、番組の感想など、いわゆるふつおたを紹介するコーナー。
2013年7月17日（第3回） -
ゆうちゃんの妄想タイム!!
芹澤に言って欲しいセリフ、もしくは言わなそうなセリフをリスナーから募集し、発表していくコーナー。
2017年12月4日（第232回）と11日（第233回）には23歳特別企画「ゆうちゃんの妄想タイム!!スペシャル」が行われた。リスナーから募集した、せりこ兄さんに言って欲しいセリフが放送された。
2013年7月17日（第3回） -
ゆうちゃんのミッドナイト・カウンセリング
芹澤がリスナーの悩み相談をカウンセリングするコーナー。コーナー紹介をした2013年7月10日（第2回）の放送では放送作家の悩みを扱った。
2013年7月10日（第2回） -
ゆうちゃんのS-1グランプリ
お題に対してリスナーなりの答え（ネタ、希望的観測、過去の体験でも可）を募集し、芹澤の判定で戦わせ、犬の鳴き声で判定。今日のMVPに選ばれたリスナーはワンダフルなプレゼントがもらえる。郵便番号、住所、本名、電話番号が必要。今年の干支である戌にまつわる新コーナー案を2018年1月1日（第236回）から募集し、2018年1月29日（第240回）に募集終了した。2018年2月26日（第244回）にコーナー名や内容が発表され、初回は芹澤本人が答えてスタッフが判定した。月に1回行われる。
2018年2月26日（第244回） -
AMG紹介
芹澤の卒業校でもある「アミューズメントメディア総合学院」の紹介。
今日の一言
番組末尾に、芹澤が一言発して番組を締めるコーナー。

### 過去のコーナー
ゆうちゃんとKoebu
番組で出題されたお題に、音声コミュニティサイトkoebuから投稿されたリスナーの「声」を発表するコーナー。
2013年7月16日（第3回） - 2014年5月28日（第48回）
ゆうちゃんの連想は爆発だ！？
放送作家が考えた10個のお題から、芹澤が連想して、それぞれについて説明するコーナー。2014年7月9日（第54回）限定のコーナーであったが、評判が良かったのでレギュラー化。
2014年7月9日（第54回） - 2015年3月17日（第90回）
ゆうちゃんのGO!GO!575
リスナーから募集したお題で、芹澤が5・7・5を読むコーナー。2014年5月28日（第46回）は放送作家から出されたお題で5・7・5を読んだ。
2014年5月28日（第46回） - 2015年3月24日（第91回）
生涯学習のゆうちゃん
リスナーから募集した雑学や学問のキーワードに対し、芹澤がそれが何であるのかを考え、学んでいくコーナー。2015年4月7日頃まで募集していたが自然消滅した。
2013年10月8日（第15回）と2014年10月28日（第70回）の2回のみ実施。
ラジオ日本朗読アカデミー
リスナーから募集した文章を芹澤が感情を込めて朗読するコーナー。2015年3月11日頃まで募集していたが自然消滅した。
2013年12月17日（第25回）と2014年2月25日（第35回）の2回のみ実施。
108回目のせりこ
芹澤に反省してほしいことを募集するコーナー。2015年6月22日（第104回）募集開始。第108回では芹澤以外のi☆Risメンバー5人と番組関係者がコメント出演した。
2015年7月20日（第108回）
めぇ〜めぇ〜ゆうちゃん！
芹澤がリスナーのラジオネームを考えるコーナー。現在のラジオネーム、お願いの文章、自分の要素（特徴）の3点が必要。2015年3月18日（第90回）では芹澤以外のi☆Risメンバーのラジオネームを考えた。2015年の干支の未に関するコーナー。
2015年3月18日（第90回） - 2015年12月28日（第131回）
ゆうちゃんのウキウキ表彰式
リスナーの自慢話を募集するコーナー。芹澤が一番ウキウキした自慢話を送ったリスナーに芹澤特製の表彰状が送られる。最終回の第183回ではリスナー2名に表彰状が送られた。2016年の干支の申に関するコーナー。
2016年3月15日（第142回） - 2016年12月26日（第183回）
ゆうちゃんの四つ葉のクローバーZ!
4周年記念企画。芹澤に出会って幸せだったことを1人1つ募集（1人2、3通送っても問題ない）。約700通のメールが集まり、その中から芹澤に選ばれた4人にプレゼントが送られた。
2017年7月3日（第210回） - 2017年7月31日（第214回）
せりこにトリコ
リスナーが虜になっているものへのポエムを芹澤が朗読し、読まれた中から1人のリスナーにそのポエムのお返し直筆ポエムが送られる。郵便番号、住所、本名、電話番号が必要。2016年12月26日（第183回）から来年の干支である酉にまつわる新コーナー案を募集し、2017年1月16日（第186回）に決定した。メールが来なかった2017年1月30日（第188回）では、芹澤の過去のブログの一部を例として読んだ。冒頭で流れる曲はシルヴィ・ヴァルタンの「あなたのとりこ」（原題「Irrésistiblement」）。
最終回はお返し直筆ポエムが2名に送られた。
2017年1月30日（第188回） - 2017年12月25日（第235回）
ゆうちゃんの激おこぷんぷん！
芹澤がリスナーをしかるコーナー。コーナーのオープニングには、タイトルコールの後に結月ゆかり「激おこぷんぷん丸」が流れる。
「ゆうちゃんの激おこぷんぷん！」終了後は「ふつおた」または「ゆうちゃんのミッドナイト・カウンセリング」宛に送ると叱ってもらえる。
2015年3月30日（第92回） - 2018年3月26日（第248回）

## ゲスト
- 第9回（2013年8月27日）・第10回（9月3日） - 山北早紀（i☆Ris）、茜屋日海夏（i☆Ris）
- 第19回（2013年11月5日）・第20回（11月12日） - 澁谷梓希（i☆Ris）
- 第33回（2014年2月11日）・第34回（2月18日） - 大久保瑠美
- 第43回（2014年4月22日）・第44回（2014年4月29日） - 藤本結衣（palet）、君島光輝（palet）
- 第50回（2014年6月10日）・第102回（2015年6月8日）・第103回（6月15日）・第277回（2018年10月15日）・第278回（10月22日） - 佐武宇綺（9nine）
- 第51回（2014年6月17日）・第52回（6月24日）- 久保田未夢（i☆Ris）
- 第57回（2014年7月29日） - ユカフィン・ドール（アフィリア・サーガ）、レイミー・ヘヴンリー（アフィリア・サーガ）
- 第60回（2014年8月19日）・第61回（8月26日）- 茜屋日海夏（i☆Ris）
- 第69回（2014年10月21日） - 山下七海（Wake Up, Girls!）
- 第72回（2014年11月11日）・第73回（11月18日）・第100回（2015年5月25日）・第101回（6月1日）- 若井友希（i☆Ris）
- 第86回（2015年2月17日）・第87回（2月24日）・第146回（2016年4月11日）・第147回（4月18日）- 山北早紀（i☆Ris）
- 第123回（2015年11月3日）- 松本梨香
- 第158回（2016年7月4日）- 吉田尚記
- 第232回（2017年12月4日） - 宮島るりか（むすびズム）*電話出演
- 第500回・第501回（2023年1月23日、2023年1月30日）- 大橋彩香

## イベント
- 2014年2月25日 民放ラジオ統一キャンペーン「ラジオがやってくる！」『i☆Ris芹澤 優のせりざわーるど with you』出張放送

2014年度の民放ラジオ統一キャンペーン「ラジオがやってくる!」においてラジオ日本代表として埼玉県草加市立八幡小学校を訪問し同校の小学6年生を交えて番組収録を行った。この模様は2014年3月3日に特別番組「i☆Ris芹澤 優のせりざわーるど with you　ラジオがやってくる！スペシャル」として放送された。
- 2014年4月4日 アミューズメントメディア総合学院 東京校　2号館・AMGホール『「芹澤優のせりざわーるど with you」公開収録』

プロの声優を目指して進学を検討している人向けのアミューズメントメディア総合学院の学科説明会内にて開催。この模様は2014年4月15日に放送された。
- 2015年12月6日 原宿アストロホール『せりざわーるどpresents Winter Fantasy Live 2015！』

番組初の一般向け公開録音。第1部は M・A・O、久保田未夢、立花理香、松本梨香、彩音（シークレットゲスト）が出演。第2部は A応P、若井友希、アイドルカレッジ、立花理香、松本梨香が出演。
- 2016年9月10日 TOKYO FM HALL「ラジオ日本 せりざわーるど公録イベント『世界の優芹澤2016！』」

一般向け公開録音。佐武宇綺がゲスト出演。第169回と第170回の2週に渡って放送された。